# امرأتان (فلم 1992)
إمرأتان هو فيلم جزائري كوميدي إجتماعي، من بطولة الفنان القدير عثمان عريوات وبهية راشدي وإخراج أعمر تريباش  يميز الفيلم لغة شعبية (الدارجة).

## ملخص الفيلم
الفيلم يروي قصة اجتماعية لرجل تزوج على امراته الأولى، التي انجب منها ولدا وبنت وقام باسكان الزوجة الجديدة في نفس المنزل، والتي اخذت جميع الحقوق بل وأكثر في حين بقيت الأولى تعاني الامرين هي واولادها، لاأكل، لا شرب ولاحتى لباس. خاصة ان المرأة الثانية دائمة الشكوى والكذب حيث توهم زوجها ان المراة الأولى وولدها يستهزان منها ويضربانها ولايتركان لها مجالا حتى الدخول إلى المطبخ بل وصل بها الحد من الكذب إلى الادعاء انها لاتبرح غرفتها من خروجه صباحا إلى عودته مساء، وهو كالمغفل بقوم بتصديقها.
مادى بالمراة الأولى للاستنجاد باخوتهاوالذين لم يقابلهم حتى فاخذوها معهم إلى بيت والدهم اين نصحها بالعودة إلى بيتها لانه الوحيد الذي يسترها.
ومع هذه المعاناة والحقرة التي شاهدها الابن تجاه والدته قرر استدراج والده موهما اياه انه سيريه منزل جده، اين يدبر له مكيدة ومان اقترب حتى رمى عليه حجرا سبب له اعاقة دائمة ووقفت المراتان جنبا إلى جنب تبكيان حظهما.

## أبطال الفلم
- عثمان عريوات بدور (الزوج)
- بهية راشدي بدور (الزوجة الأولى)